# Войнув (Свентокшиське воєводство)
Войнув (пол. Wojnów) — село в Польщі, у гміні Олесниця Сташовського повіту Свентокшиського воєводства.
Населення — 257 осіб (2011).
У 1975-1998 роках село належало до Келецького воєводства.

## Демографія
Демографічна структура на день 31 березня 2011 року:
|          | Загалом | Допрацездатний вік | Працездатний вік | Постпрацездатний вік |
| -------- | ------- | ------------------ | ---------------- | -------------------- |
| Чоловіки | 135     | 36                 | 87               | 12                   |
| Жінки    | 122     | 22                 | 70               | 30                   |
| Разом    | 257     | 58                 | 157              | 42                   |